# Fränkische Tracht

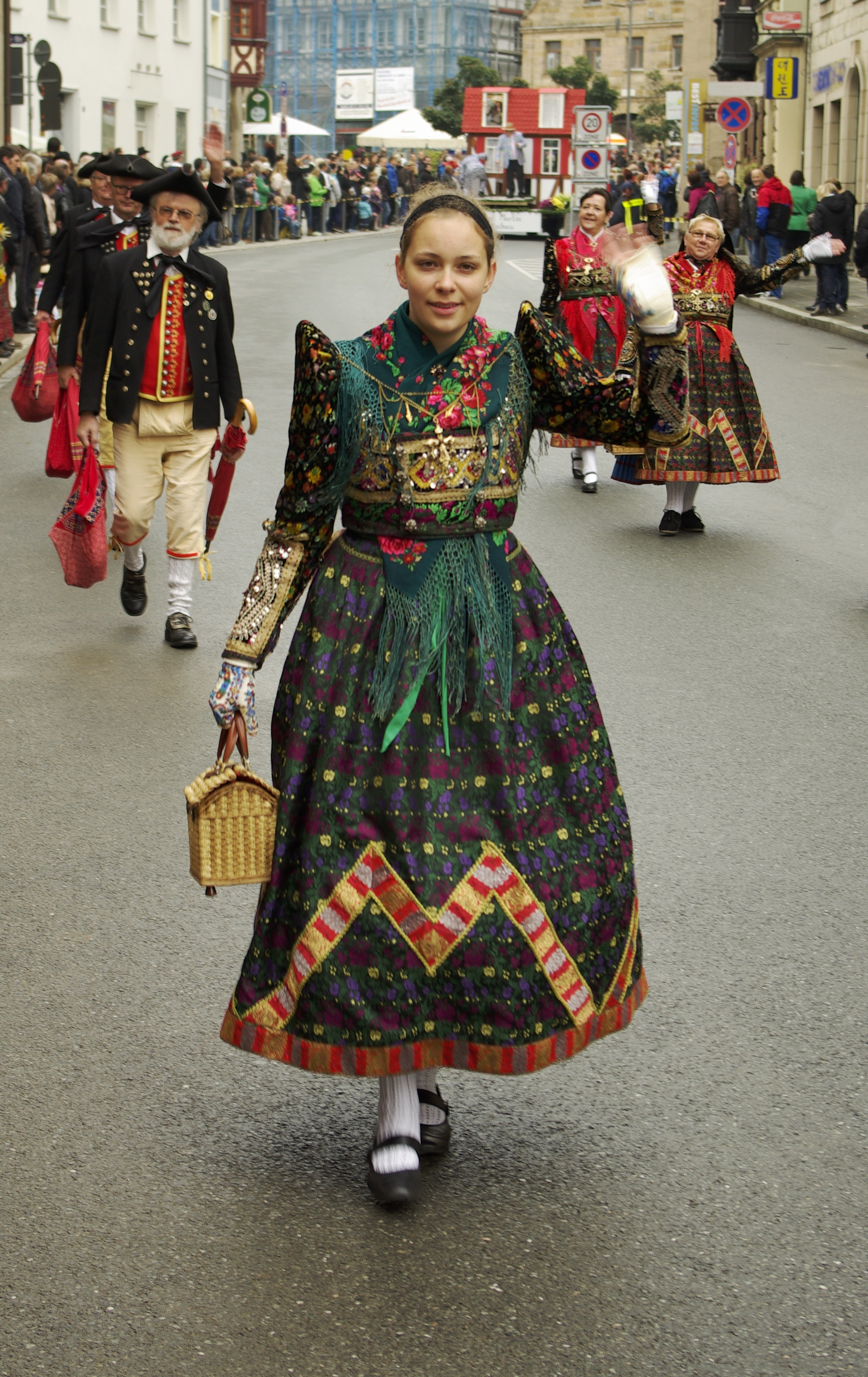
Volkstrachtenverein Ochsenfurt auf dem Erntedankfestzug der Michaeliskirchweih in Fürth (Oktober 2013)

Fränkische Tracht bezeichnet die typischen Trachten in der Region Franken.
Viele fränkische Trachten haben ihre Wurzeln in der Zeit des Barock. Bestandteile der Männertracht sind meist der Frankenhut als Dreispitz und/oder mit Kordel sowie das geknotete Halstuch. Meist werden Kniehosen aus Stoff oder Leder und dazu Westen und lange Leibröcke getragen. Bei der Frauentracht herrscht eine noch größere Vielfalt als bei der Männertracht. Übereinstimmend ist das Tragen von Miederrock und Schürze. Im Sommer wird meist ein buntes Schultertuch verwendet, im Winter die Mutzen, eine langärmelige Jacke getragen. Bei den Kopfbedeckungen gibt es verschiedenste Hauben, aber auch bunte Kopftücher.
Die Trachten in Franken sind von kleinteiliger Vielfalt geprägt. Dies auch, da die Bevölkerung aufgrund der politischen Verhältnisse im Fränkischen Reichskreis bis zum Ende des Heiligen Römischen Reiches konfessionell gemischt ist. Die Trachten unterscheiden sich in ihrem Charakter, wobei die Trachten der Katholiken meist farbenprächtiger und auffälliger als die in den evangelischen Gegenden sind. Während sich dort in den Schnitten eine größere Übereinstimmung zeigt, sind die Farben meist gedeckter und der Schmuck einfacher gehalten.

## Fränkische Tracht und die Trachtenbewegung
Ein altes Zentrum fränkischer Tracht ist das ehemalige Reichsdorf Sennfeld nahe Schweinfurt. Auf den Sennfelder und Gochsheimer Friedensfesten wird seit je her fränkische Tracht getragen. Nachdem andernorts auch in Franken von den Trachtenerhaltungsvereinen anfangs oft nur die oberbayrische Gebirgstracht gepflegt wurde, wird in den letzten Jahrzehnten wie in vielen Gegenden Bayerns versucht, lokale Trachten und Eigenheiten am Leben zu erhalten (Alttracht) oder wiederzubeleben (erneuerte Tracht) oder historische Traditionen in Erinnerung zu rufen (Historische Tracht). Ein wichtiger Schritt waren dabei die zwischen 1967 und 1975 vorgestellten „Erneuerten Trachten der Fränkischen Schweiz“.
Das Bewusstsein für regional geprägte Kleidungsweise in einem größeren Umfeld zu stärken und zu verbreiten ist Anliegen der Trachtenforschungs- und -beratungsstelle des Bezirks Mittelfranken unter dem Stichwort „Pro Tracht“, einer modischen Tracht für eine neue fränkische Identität. Die Umsetzung erfolgt durch Weiterentwicklung der historischen Tracht oder zumindest ihrer Elemente in eine den heutigen Gegebenheiten und Tragegewohnheiten funktional und gestalterisch angepasste regionalgebundene Kleidungsform. Eine zeitgemäße tragbare Tracht assoziiert Regionalität und Heimat und führt so zu einem individuellen identitätsstiftenden Gemeinschaftsgefühl.